# Mycetosoritis
Mycetosoritis es un género de hormigas perteneciente a la familia Formicidae, categorizado en la tribu Attini. Fue descrito por William Morton Wheeler en 1907.

## Especies
- Mycetosoritis aspera (Mayr, 1887)
- Mycetosoritis clorindae (Kusnezov, 1949)
- Mycetosoritis explicata Kempf, 1968
- Mycetosoritis hartmanni (Wheeler, 1907)
- Mycetosoritis vinsoni Mackay, 1998